# Velle-sur-Moselle
Pour les articles homonymes, voir Velle et Moselle.
Velle-sur-Moselle est une commune française située dans le département de Meurthe-et-Moselle, en région Grand Est.

## Géographie
| Tonnoy      |                   | Ferrières    |
|             | Velle-sur-Moselle |              |
| Crévéchamps |                   | Haussonville |

### Hydrographie
La commune est dans le bassin versant du Rhin, au sein du bassin Rhin-Meuse. Elle est drainée par la Moselle, le canal de l'Est (branche Sud), le ruisseau du Moulin d'Orvillers et le ruisseau le Rouau,.
La Moselle, d'une longueur totale de 560 kilomètres dont 314 kilomètres en France, prend sa source dans le massif des Vosges au col de Bussang et se jette dans le Rhin à Coblence en Allemagne. Les caractéristiques hydrologiques de la Moselle sont données par la station hydrologique située sur la commune. Le débit moyen mensuel est de 47,8 m3/s. Le débit moyen journalier maximum est de 757 m3/s, atteint lors de la crue du 4 octobre 2006. Le débit instantané maximal est quant à lui de 868 m3/s, atteint le 30 décembre 2001.
Le canal de l'Est (branche Sud) est un canal, chenal navigable de 73 km qui relie la commune de Chaumousey à celle de Pont-Saint-Vincent où il se jette dans la Moselle. 

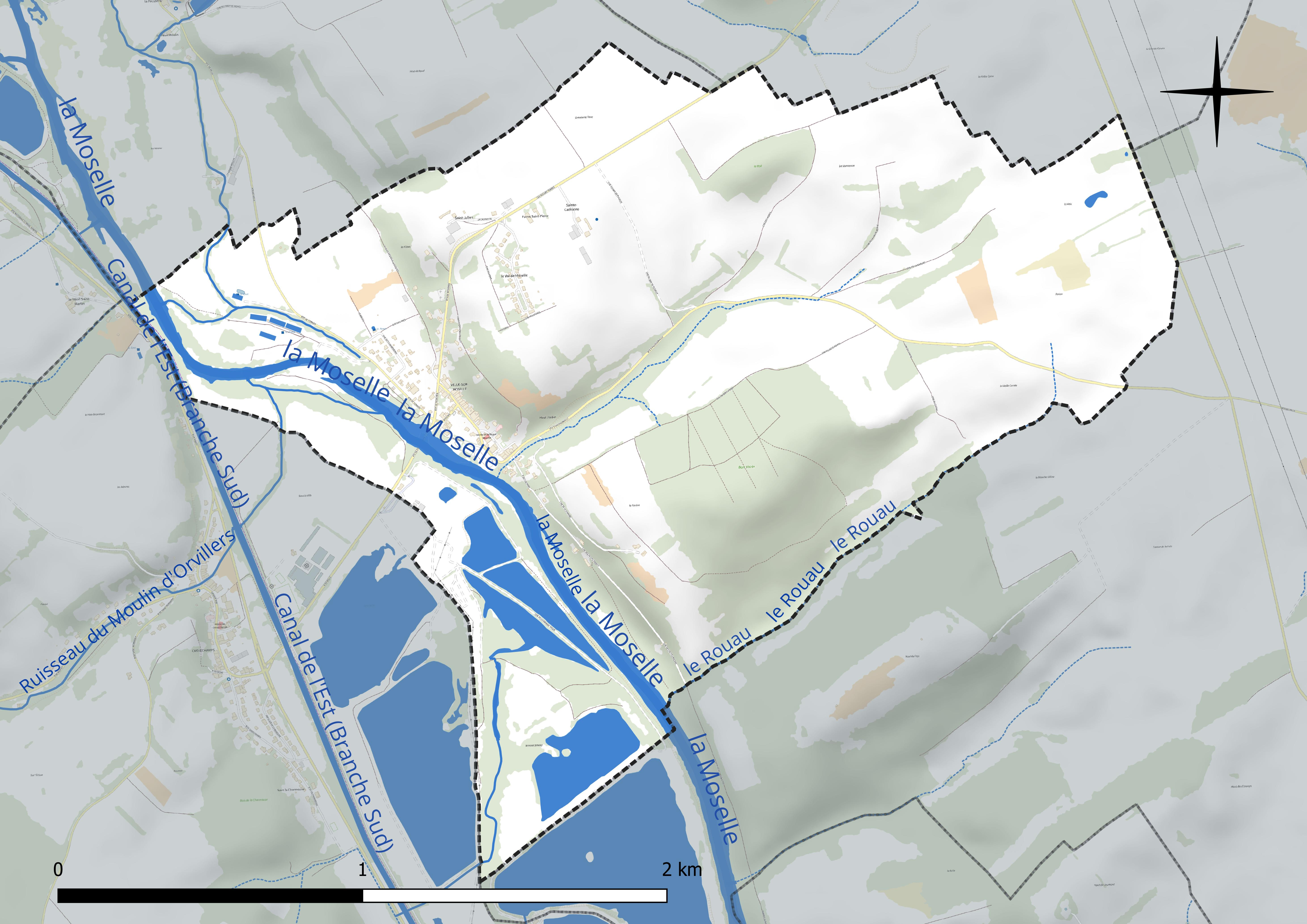
Réseau hydrographique de Velle-sur-Moselle.

### Climat
Pour des articles plus généraux, voir Climat du Grand Est et Climat de Meurthe-et-Moselle.
En 2010, le climat de la commune est de type climat des marges montargnardes, selon une étude du Centre national de la recherche scientifique s'appuyant sur une série de données couvrant la période 1971-2000. En 2020, Météo-France publie une typologie des climats de la France métropolitaine dans laquelle la commune est exposée à un climat semi-continental et est dans la région climatique  Lorraine, plateau de Langres, Morvan, caractérisée par un hiver rude (1,5 °C), des vents modérés et des brouillards fréquents en automne et hiver. 
Pour la période 1971-2000, la température annuelle moyenne est de 9,6 °C, avec une amplitude thermique annuelle de 16,9 °C. Le cumul annuel moyen de précipitations est de 860 mm, avec 11,8 jours de précipitations en janvier et 9,9 jours en juillet. Pour la période 1991-2020, la température moyenne annuelle observée sur la station météorologique de Météo-France la plus proche, « Nancy-Essey », sur la commune de Tomblaine à 18 km à vol d'oiseau, est de 11,0 °C et le cumul annuel moyen de précipitations est de 746,3 mm. 
La température maximale relevée sur cette station est de 40,1 °C, atteinte le 24 juillet 2019 ; la température minimale est de −24,8 °C, atteinte le 21 février 1956,,. 
Les paramètres climatiques de la commune ont été estimés pour le milieu du siècle (2041-2070) selon différents scénarios d'émission de gaz à effet de serre à partir des nouvelles projections climatiques de référence DRIAS-2020. Ils sont consultables sur un site dédié publié par Météo-France en novembre 2022.

## Urbanisme

### Typologie
Au 1er janvier 2024, Velle-sur-Moselle est catégorisée commune rurale à habitat dispersé, selon la nouvelle grille communale de densité à sept niveaux définie par l'Insee en 2022.
Elle est située hors unité urbaine. Par ailleurs la commune fait partie de l'aire d'attraction de Nancy, dont elle est une commune de la couronne,. Cette aire, qui regroupe 353 communes, est catégorisée dans les aires de 200 000 à moins de 700 000 habitants,.

### Occupation des sols
L'occupation des sols de la commune, telle qu'elle ressort de la base de données européenne d’occupation biophysique des sols Corine Land Cover (CLC), est marquée par l'importance des territoires agricoles (66,9 % en 2018), une proportion sensiblement équivalente à celle de 1990 (67,7 %). La répartition détaillée en 2018 est la suivante : terres arables (40,2 %), prairies (26,6 %), forêts (13,4 %), zones urbanisées (7,2 %), mines, décharges et chantiers (5,2 %), milieux à végétation arbustive et/ou herbacée (4,9 %), eaux continentales (2,4 %). L'évolution de l’occupation des sols de la commune et de ses infrastructures peut être observée sur les différentes représentations cartographiques du territoire : la carte de Cassini (XVIIIe siècle), la carte d'état-major (1820-1866) et les cartes ou photos aériennes de l'IGN pour la période actuelle (1950 à aujourd'hui).

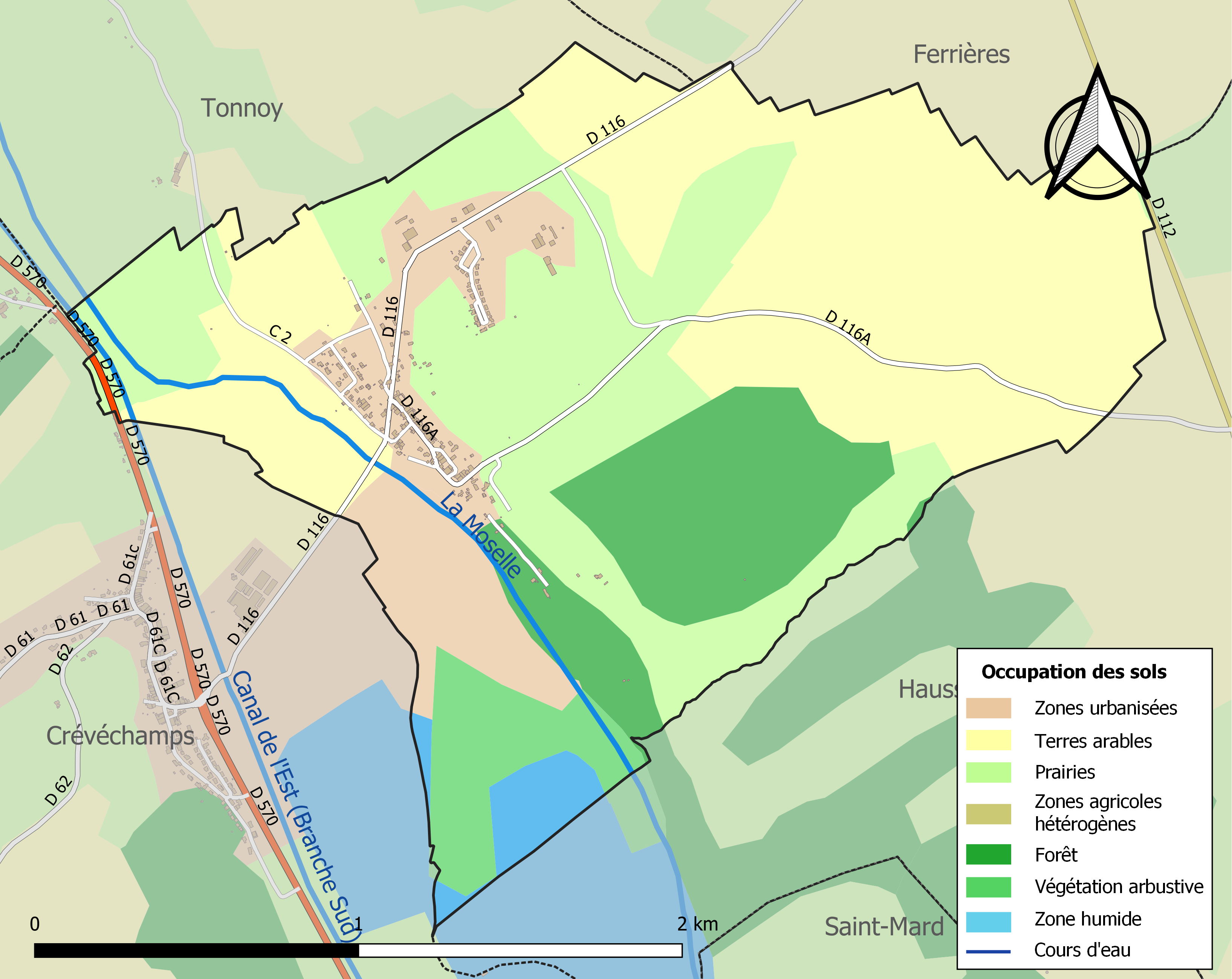
Carte des infrastructures et de l'occupation des sols de la commune en 2018 (CLC).

## Toponymie
Le nom de la localité est attesté sous les formes Veile (1290) ; Vyelle (1371) ; Vel-sur-Moselle (1562) ; Veelle (1600).

De l'oil velle « village », variante régionale de « ville », au sens ancien de « domaine ».
La Moselle, Musel en luxembourgeois, Mosel en allemand, est une rivière du nord-est de la France, du Luxembourg et de l'ouest de l'Allemagne, affluent en rive gauche du Rhin.

## Politique et administration

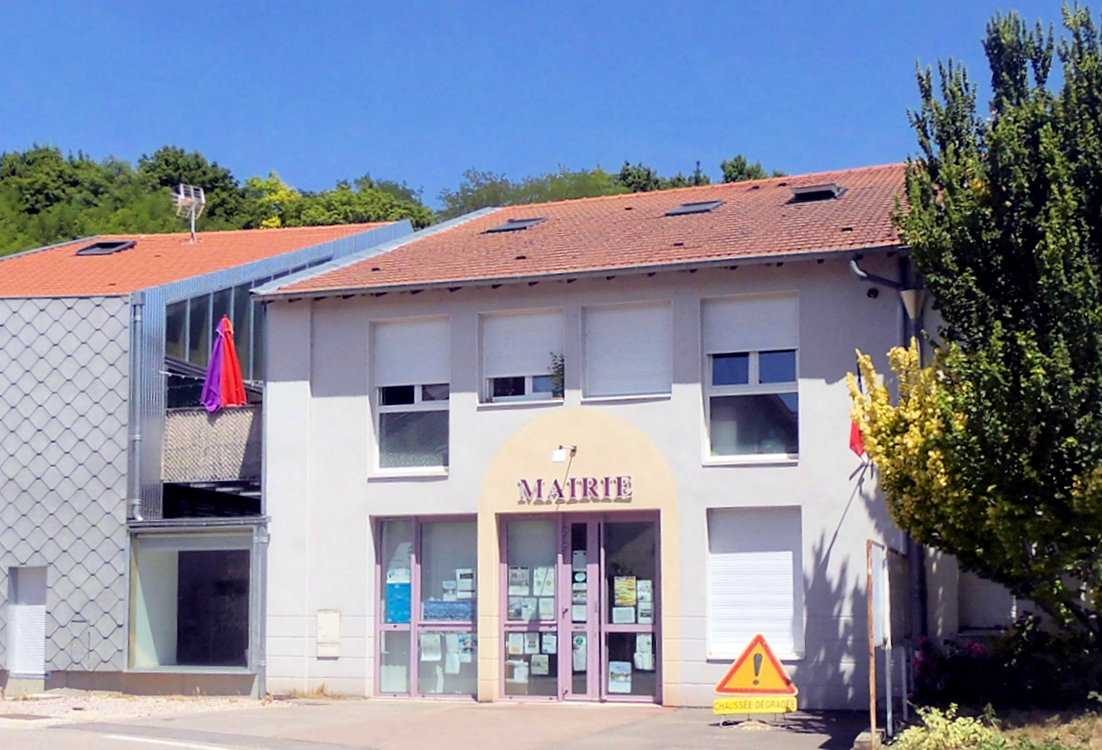
La mairie.

| Période                                  | Période                   | Identité                                       | Étiquette | Qualité                                                                     |
| ---------------------------------------- | ------------------------- | ---------------------------------------------- | --------- | --------------------------------------------------------------------------- |
| Les données manquantes sont à compléter. |                           |                                                |           |                                                                             |
|                                          | octobre 2003              | Jean-Louis Réveillé                            |           |                                                                             |
| octobre 2003                             | En cours (au 28 mai 2020) | Évelyne Mathis Réélue pour le mandat 2020-2026 | DVG       | Conseillère générale du canton de Bayon par intérim (octobre-décembre 2011) |

## Population et société

### Démographie
L'évolution du nombre d'habitants est connue à travers les recensements de la population effectués dans la commune depuis 1793. Pour les communes de moins de 10 000 habitants, une enquête de recensement portant sur toute la population est réalisée tous les cinq ans, les populations de référence des années intermédiaires étant quant à elles estimées par interpolation ou extrapolation. Pour la commune, le premier recensement exhaustif entrant dans le cadre du nouveau dispositif a été réalisé en 2005.

En 2022, la commune comptait 320 habitants, en évolution de +12,28 % par rapport à 2016 (Meurthe-et-Moselle : −0,13 %, France hors Mayotte : +2,11 %).
| 1793 | 1800 | 1806 | 1821 | 1831 | 1836 | 1841 | 1846 | 1851 |
| ---- | ---- | ---- | ---- | ---- | ---- | ---- | ---- | ---- |
| 215  | 240  | 255  | 284  | 288  | 293  | 294  | 290  | 303  |

| 1856 | 1861 | 1872 | 1876 | 1881 | 1886 | 1891 | 1896 | 1901 |
| ---- | ---- | ---- | ---- | ---- | ---- | ---- | ---- | ---- |
| 276  | 278  | 234  | 238  | 218  | 238  | 211  | 197  | 172  |

| 1906 | 1911 | 1921 | 1926 | 1931 | 1936 | 1946 | 1954 | 1962 |
| ---- | ---- | ---- | ---- | ---- | ---- | ---- | ---- | ---- |
| 183  | 171  | 160  | 150  | 137  | 134  | 114  | 129  | 123  |

| 1968 | 1975 | 1982 | 1990 | 1999 | 2005 | 2006 | 2010 | 2015 |
| ---- | ---- | ---- | ---- | ---- | ---- | ---- | ---- | ---- |
| 139  | 148  | 236  | 218  | 269  | 265  | 266  | 307  | 281  |

| 2020 | 2022 | - | - | - | - | - | - | - |
| ---- | ---- | - | - | - | - | - | - | - |
| 311  | 320  | - | - | - | - | - | - | - |

## Culture locale et patrimoine

### Lieux et monuments
- Pont de Velle-sur-Moselle : construction et assemblage par rivet (Tour Eiffel), détruit en 1944.
- Viaduc : ancienne voie ferrée construite durant la Première Guerre mondiale afin d'acheminer les munitions entre Pont-Saint-Vincent et Bayon. Un seul train est passé sur cet édifice.
- Église XVIIIe : chevet gothique.

### Personnalités liées à la commune
- Henry Blahay (1869-1941), peintre lorrain qui a peint au moins deux paysages de Velle-sur-Moselle. Ses tableaux ont été présentés au Salon Lorrain, salle Poirel, à l'automne 1924 et à l'automne 1933.

### Héraldique, logotype et devise
| Blason de Velle-sur-Moselle | Blason  | D'azur à la fasce d'or accompagnée en chef d'un léopard d'argent et en pointe d'une étoile du même. |
| Blason de Velle-sur-Moselle | Détails | Ce sont les armes de la famille de Sarrazin telles qu'elle figurent sur une plaque funéraire à l'intérieur de l'église. Cette plaque retrace la vie d'Antoine Léopold de Sarrazin, chevalier, seigneur d'Aigremont mort à Velle le 23 octobre 1768. Il était cadet de cette famille qui portait un blason d'argent au léopard lionné de gueules, coupé soutenu d'azur à une étoile d'or. Le statut officiel du blason reste à déterminer. |